# 西尔维乌·宾代亚
西尔维乌·宾代亚（羅馬尼亞語：Silviu Bindea，1912年10月24日—1992年3月6日），生于奥匈帝国布拉日，罗马尼亚男子足球运动员，司职前锋。他曾代表罗马尼亚国家队参加1934年和1938年国际足联世界杯。